# Fedir Hajdamacha
Fedir Hajdamacha, cyrilicí Федір Гайдамаха (??? – ???), byl rakouský politik rusínské (ukrajinské) národnosti z Haliče, v 2. polovině 19. století poslanec Říšské rady.

## Biografie
Byl poslancem Haličského zemského sněmu.
Působil i jako poslanec Říšské rady (celostátního parlamentu), kam usedl v prvních přímých volbách roku 1873 za kurii venkovských obcí v Haliči, obvod Zališčyky, Borščiv, Horodenka atd. Slib složil 5. listopadu 1873. V roce 1873 se uvádí jako Theodor Hajdamacha, hospodář, bytem Ivankiv. V parlamentu zastupoval provládní Rusínský klub. Ten v roce 1873 čítal 15-16 poslanců (jeden poslanec, Stepan Kačala, kolísal mezi rusínským a polským táborem). Hajdamacha byl mezi parlamentními Rusíny jediným představitelem rolnického stavu. Počátkem roku 1875 ovšem Hajdamacha opustil rusínský klub a tisk informoval, že hodlá přestoupit do Polského klubu.